# 罗默斯基兴
罗默斯基兴（德語：Rommerskirchen，發音：[ʁɔmɐsˈkɪʁçn̩]）是德国北莱茵-威斯特法伦州杜塞尔多夫行政区诺伊斯莱茵县的市镇，面积60.08平方千米，2023年12月31日人口为13,688人。